# Divizia 1 Infanterie
Divizia 1 Infanterie a fost una din marile unități permanente ale Armatei României.